# 東郷コウヘイ
東郷 コウヘイ（とうごう こうへい、1976年7月3日 - ）は、日本の男性ギタリスト、ソングライター、編曲家、レコーディング&ミキシング・エンジニア、マスタリング・エンジニア、ピアニスト。神奈川県横須賀市出身。

## 概要
幼少よりクラシックピアノを学び、フォーク系プロ奏者だった父親の影響で小学校低学年の頃からアコースティック・ギターに親しむ。
エレクトリック・ギターとの出会いは中学1年生の時。学生時代のバンド活動などを経て、19歳で伊藤心太郎に師事する。以降、楽曲提供などスタジオワークを中心に制作を続けた。20代半ばで生きるか死ぬかの病気をし、あらためて自分が何をやりたいか考えた事がバンド活動を再開するきっかけとなる。現在はロックバンドInsfeelのリーダーとしてギター・ボーカルを務めながら多岐に渡り音楽制作とライブを行なっている。

## 音楽性
作詞、作曲、演奏、歌唱、録音、ミキシングからマスタリングまで、音楽制作の作業工程を一人で全てこなす。元々ギターよりシンセサイザーに興味を持ち、喜多郎の『NHK特集 NHK特集 シルクロード』の楽曲の壮大なシンセ・サウンドを聴いたのが音楽への目覚めだった。バロック音楽が好き。作曲面ではJ-POPに多大な影響を受けつつ、演奏においてはウリ・ジョン・ロート、ジーノ・ロート、Helge Engelke等。6弦・7弦、35フレットのギターを演奏する事を自身のポリシーとしている。Combat guitarsとエンドース契約を結んでおり、多弦、多フレットのシグネチャーモデルARUGSが発売されている。技巧的かつ精度の高い速弾きが特徴。
ATLANTISやInsfeelの音楽性は基本的にポップな曲調にハードロック、ヘヴィメタルのギターが乗るというものになっている。インストユニットRed&Whiteにおいてはギターと言う楽器の表現力を追求すべく難度の高い楽曲を制作し活動している。
ソロプロジェクトの始動以降は、J-POP色の濃い多彩な楽曲を制作する。

## 来歴
1998年、真行寺恵里1stアルバム、HARD VOLTAGEに参加。
2002年、SIAM SHADEのボーカル栄喜（未来）のソロプロジェクトに参加。国内における全楽曲の編曲、プリプロダクションを作成しロサンゼルスにて現地ミュージシャン達とのレコーディングを敢行。帰国後は、MI JAPAN東京校、学校法人イーエスピー学園にて講師を務める。
2007年、ハードロックバンドATLANTIS結成。
2008年、フルアルバム「BlueSky」をリリース（SPACE SHOWER MUSIC：XQCC-1006）。
2010年、メンバーチェンジを繰り返した後、ATLANTIS解散。11月、より強固なバンドとしてのアイデンティティーを築き上げる為、ATLANTISのドラマーSatoshiと共にハードロックバンドInsfeel結成
2013年、フルアルバム「Intrance」をリリース（SPACE SHOWER MUSIC： XQCC-1029）、東名阪ツアーを行う。11月、東郷コウヘイ名義のミニアルバム「Go To Heven」をリリース（ポニーキャニオン：PCCR-90065）。
2014年、ドラマー野口雅彦と意気投合しプログレッシブ器楽曲ユニットRed&Whiteを結成
2017年4月、Insfeelボーカルの脱退によりボーカルとギターを兼任する。
2018年10月、音楽活動20周年として「GO TO HEAVEN.EP」をリリース（DRAGON GATE RECORDS：DGTR-1020）。11月、ソロ活動を開始。1st配信シングル「Christmas」をリリース。

## ディスコグラフィー

### 配信シングル
|     | 発売日        | タイトル  | 収録曲    |
| --- | ------------- | --------- | --------- |
| 1st | 2018年11月7日 | Christmas | Christmas |
| 2nd | 2019年4月1日  | Far away  | Far away  |

## メディア

### テレビ番組
- オトせ!(2017年2月1日、日本テレビ）
- 熱音!!‐NETSUON‐（2017年10月、JCOM）

### 雑誌
- YOUNG GUITAR（2016年5月号・6月号）